# 애니콜 Slim&H
Slim&H (가로본능6)는 삼성전자에서 만든 휴대 전화인  모델명 : SCH-B560(SKT) 의 다른 이름이다.